# Potros UAEM
O Potros UAEM FC de la Universidad Autónoma del Estado de México é um clube de futebol mexicano. Eles são chamados de Potros (Broncos). A cor do uniforme é o branco e verde. O clube foi fundado em 1970, quando a Universidade Autônoma do Estado do México registra seu time de futebol na Terceira Divisão do México, com o nome de Moscos de la UAEM. O clube atualmente se encontra licenciado do futebol profissional 

## Estádio
O Potros UAEM manda seus jogos no Estádio Universitario Alberto "Chivo" Córdoba, em Toluca, Estado do México. O estádio tem capacidade para 32 603 pessoas. É de propriedade da UAEM (Universidad Autónoma del Estado de México), e sua superfície é coberta por grama natural. O estádio foi inaugurado em 1964.

## Títulos
- Segunda División de México Liga Premier de Ascenso: 2 (Apertura 2014 e Apertura 2015)
- Tercera División de México: 1 (1975)
- Campeonas Estatales: 1 (2007)

## Uniformes

### Atual
- Uniforme principal: Camiseta branca com degradê verde e detalhes dourados, calções e meias brancas.
- Uniforme visitante: Camiseta verde com degradê dourado e detalhes brancos, calções e meias verdes.
- Uniforme alternativo: Camiseta dourada com degradê verde e detalhes brancos, calções e meias douradas.

| 1º Uniforme | 2º Uniforme | 3º Uniforme |

### Uniformes anteriores
- 2015-2016

| 1º Uniforme | 2º Uniforme |

## Elenco
Nota: Bandeiras indicam equipe nacional, conforme definido pelas regras de elegibilidade da FIFA. Os jogadores podem ter mais de uma nacionalidade não-FIFA.
| N.º |        | Posição | Jogador                                               |
| --- | ------ | ------- | ----------------------------------------------------- |
| 1   | México | G       | Leonín Pineda (Emprestado pelo Veracruz)              |
| 2   | México | D       | Marco Figueroa (Emprestado pelo Veracruz)             |
| 3   | México | D       | Juan Carlos Morales (Emprestado pelo Toluca)          |
| 4   | México | D       | Alfonso Rippa (Captain) (Emprestado pelo Murciélagos) |
| 5   | Chile  | M       | Luis Pavez                                            |
| 6   | México | D       | Daniel Duarte (Emprestado pelo UAT)                   |
| 7   | México | M       | Carlos Jerónimo                                       |
| 8   | México | M       | Emmanuel Arriaga                                      |
| 9   | México | A       | Dante Osorio                                          |
| 10  | México | A       | Emmanuel Cerda (Emprestado pelo UANL)                 |
| 11  | México | A       | Antonio López (Emprestado pelo América)               |
| 12  | México | G       | Héctor Estrada (Emprestado pelo UANL)                 |
| 13  | México | M       | Alejandro García (Emprestado pelo Monterrey)          |
| 14  | México | D       | Manuel Garduño                                        |
| 15  | Brasil | A       | Marquinhos                                            |
| 16  | México | D       | José Manica                                           |

| N.º |        | Posição | Jogador                                       |
| --- | ------ | ------- | --------------------------------------------- |
| 17  | México | M       | Arturo Tapia (Emprestado pelo Toluca)         |
| 18  | México | A       | Moisés Hipólito (Emprestado pelo Cruz Azul)   |
| 19  | México | A       | Diego Gama (Emprestado pelo Toluca)           |
| 20  | Chile  | M       | Francisco Pizarro                             |
| 21  | México | M       | Gabriel Velasco (Emprestado pelo Toluca)      |
| 22  | México | A       | José Juan Gutiérrez                           |
| 23  | México | D       | Abraham Torres Nilo (Emprestado pelo Pachuca) |
| 24  | México | D       | Alejandro Salvador                            |
| 25  | México | G       | José Luis López (Emprestado pelo Toluca)      |
| 26  | México | D       | Emilio Yamín (Emprestado pelo Toluca)         |
| 27  | México | A       | Alexis Ochoa (Emprestado pelo Toluca)         |
| 28  | México | A       | Édgar González (Emprestado pelo U. de G.)     |
| 29  | México | D       | José Trujillo (Emprestado pelo Toluca)        |
| 30  | México | M       | Víctor Durán                                  |
| 31  | México | M       | Jesús Henestrosa (Emprestado pelo Cruz Azul)  |
| 32  | Brasil | M       | Medina                                        |